# Arthrobacter
 (avril 2025).
Si vous disposez d'ouvrages ou d'articles de référence ou si vous connaissez des sites web de qualité traitant du thème abordé ici, merci de compléter l'article en donnant les références utiles à sa vérifiabilité et en les liant à la section « Notes et références ».
Genre
Espèces de rang inférieur
- voir texte

Arthrobacter est un genre représenté par des bactéries à coloration de gram positive appartenant à la famille des Micrococcaceae. La morphologie des cellules est variable selon les conditions de culture (bâtonnets à coccoïde), les cellules sont mobiles ou immobiles. En phase de croissance exponentielle, les Arthrobacter sont des bacilles irréguliers ramifiés et peuvent se diviser par cassure. Lorsqu’elles sont en phase stationnaire, les cellules prennent une forme coccoïde. Ce sont des bactéries aérobies, chimiohétérotrophes.

L'habitat principal de ces bactéries est constitué par le sol mais certaines espèces peuvent être isolées de biotopes différents (eaux usées, humus, animaux). Dans l'environnement, ces micro-organismes interviennent dans la biodégradation des hydrocarbures, les tannins, la cellulose, la lignine. Ils peuvent même dégrader certains herbicides et pesticides.

## Principales espèces
- Arthrobacter globiformis est une bactérie tellurique très résistante, très commune dans le sol.
- Arthrobacter pascens,  Arthrobacter aurescens,  Arthrobacter ramosus sont isolés du sol.
- Arthrobacter creatinolyticus et  Arthrobacter cumminisii sont isolés de prélèvements humains.
- Arthrobacter ilicis est responsable d’une maladie du houx.